# Lőrinc utca (Esztergom)

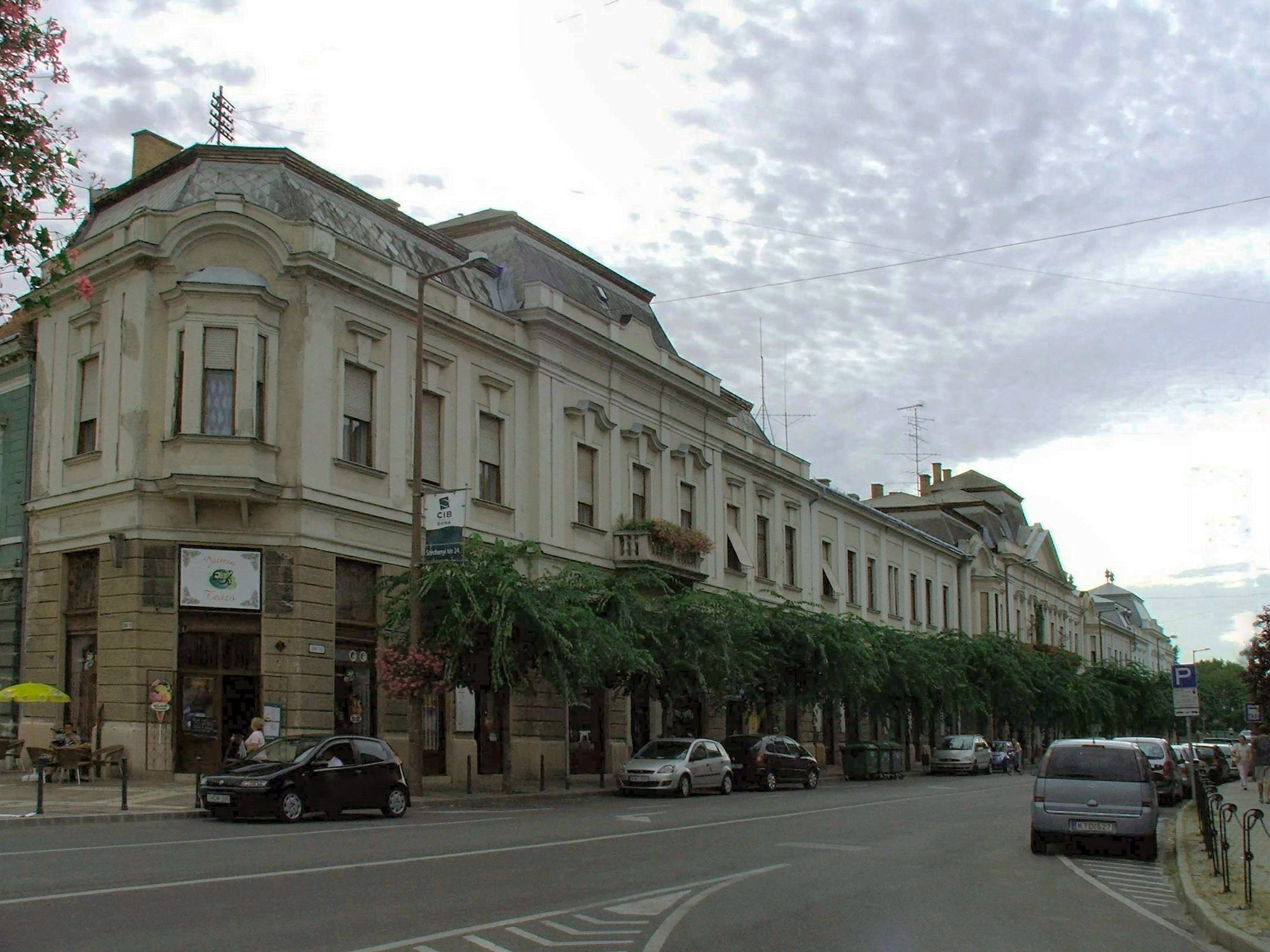
A Takarékpénztári Bérpalota Bálint Zoltán és Frommer Lajos tervei alapján épült

A Lőrinc utca (régiesen Lőrincz utca) Esztergom belvárosának egyik meghatározó utcája. Eredetileg ez az utca vezette le a Mária Valéria híd felől érkező forgalmat a 11-es főút városon áthaladó szakasza felé. Neve a 20. század közepétől a rendszerváltásig Mártírok útja volt. A 19. századi köznyelvben Komáromi út, Halász utca, Színház utca, Dalárda utca és Vörös út elnevezések is éltek.

## Leírása

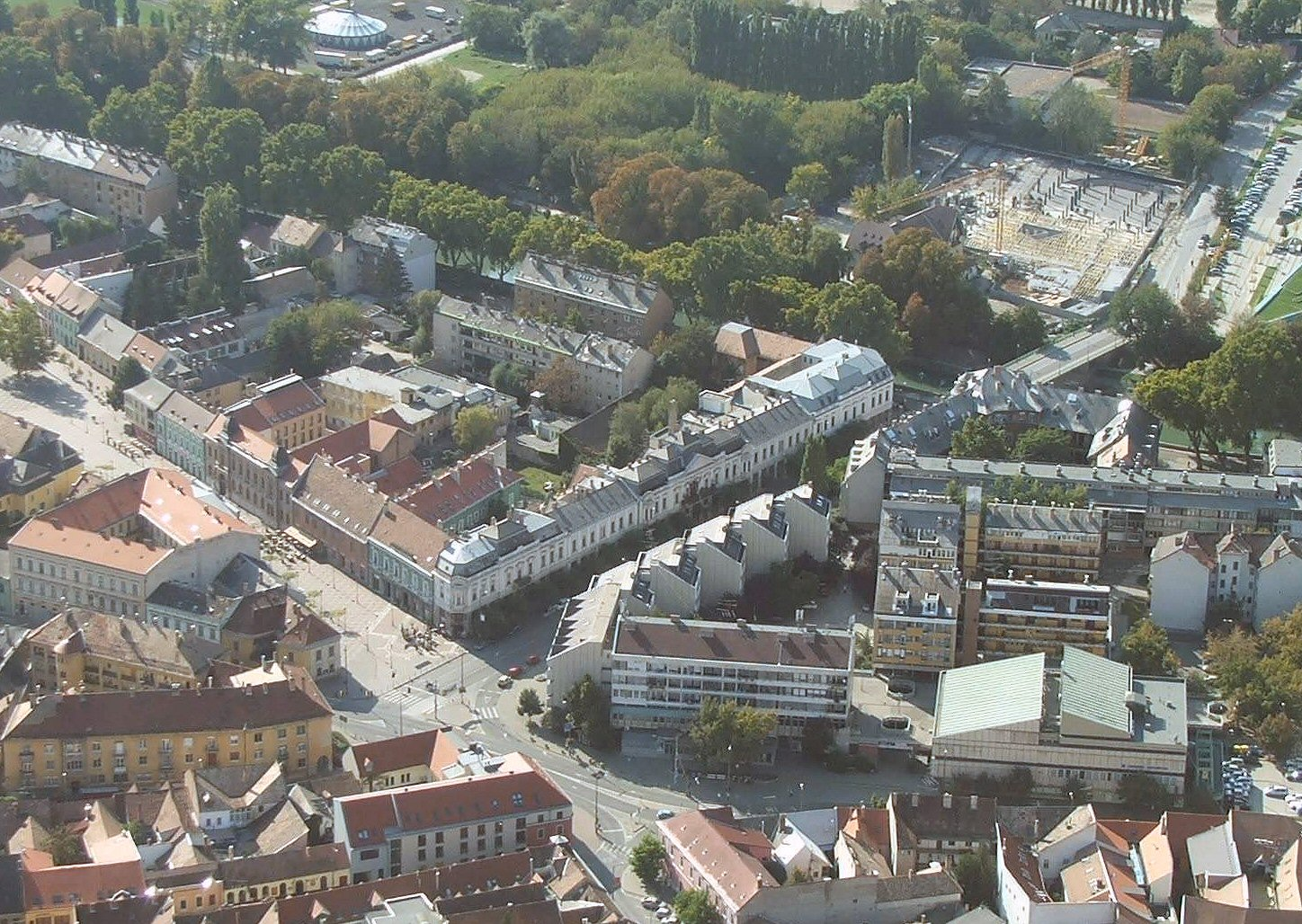
A déli házsor madártávlatból

Az utca a Széchenyi és a Rákóczi terektől fut a Kis-Duna sétányig kelet-nyugati irányban, majd a Bottyán hídban végződik. A királyi város egykori északi városfalának nyomvonalát követi. Az utca mindkét oldalán éttermek, üzletsorok vannak. Páros oldala műemlékileg védett.

## Története

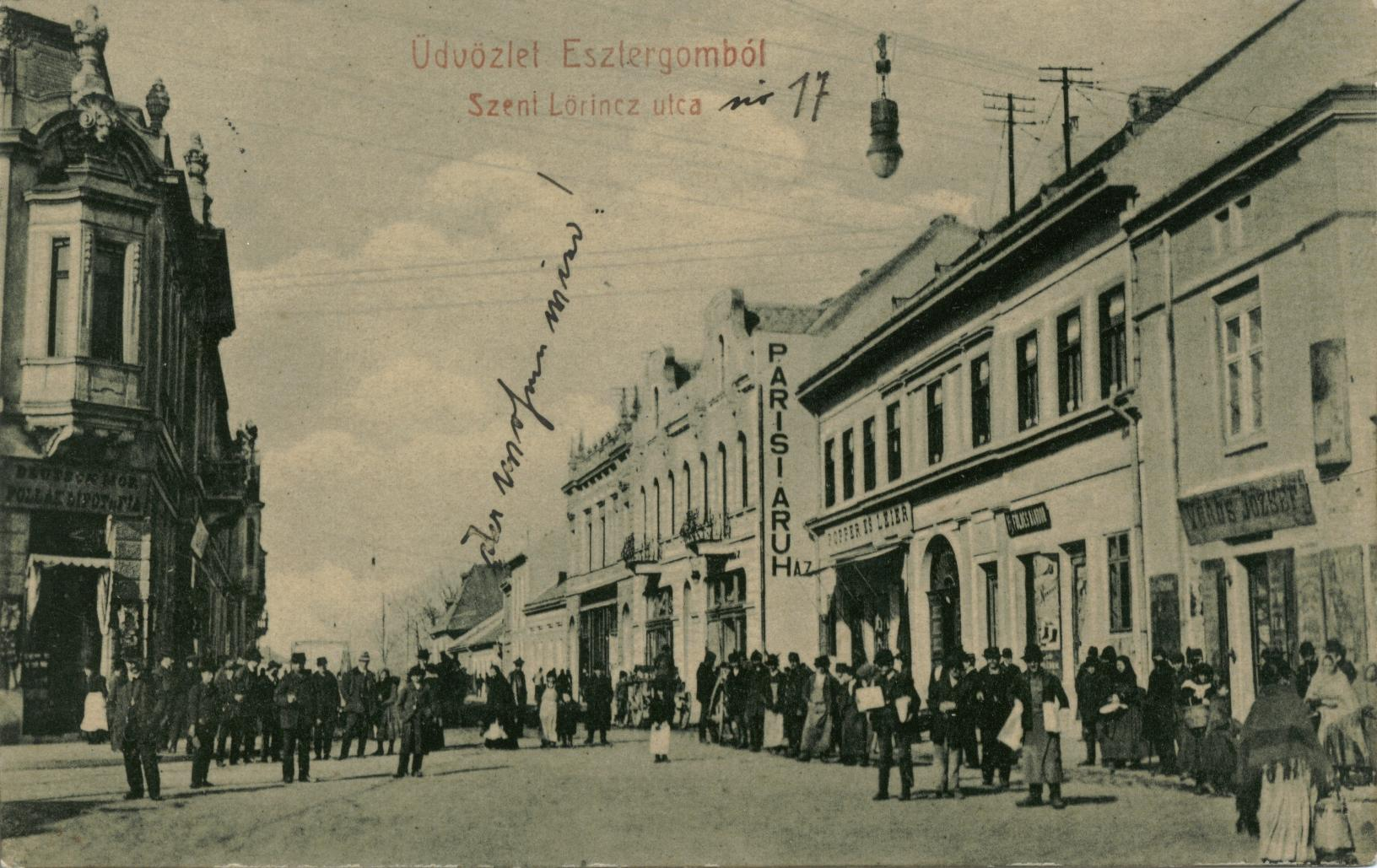
Az elbontott oldal és a Parisi Áruház

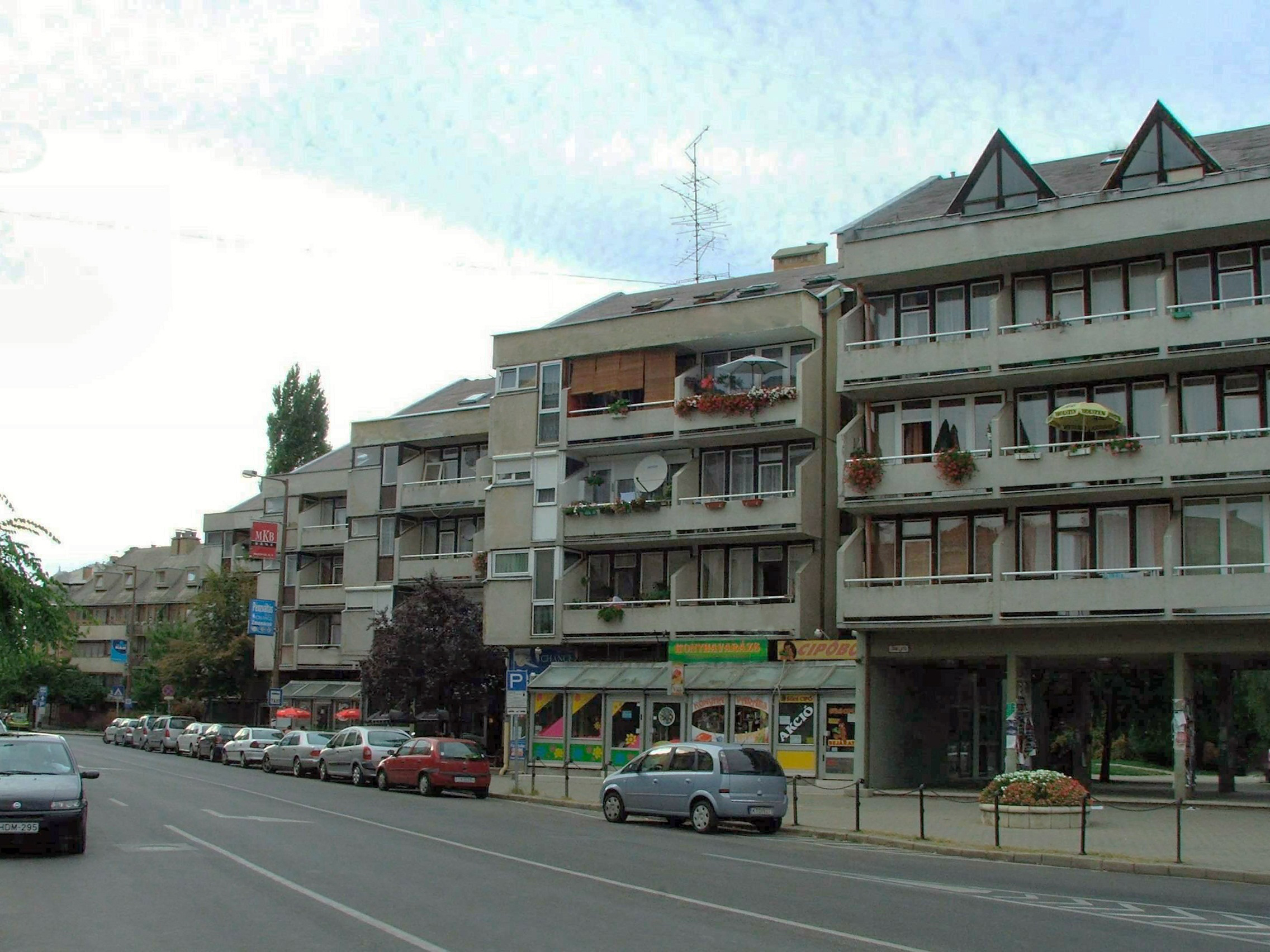
A mai épületsor

Az utca Széchenyi téri végénél állt a középkorban a Szent Lőrinc templom és a Szent Lőrinc városkapu.
Nyomvonala már egy 1769-es térképen látható. Az 1770-es évek végére már mindkét oldal házsora állt. Neve már 1804-ben Lőrinc utca volt. A forgalmas utcában többnyire vendéglők, üzletek, egyletek sorakoztak. Az 5-ös szám alatt működött Horák Egyed nyomdája, amit 1876-ban Buzárovits Gusztáv vett meg. A 13-as szám alatt fogadó, a 17-es szám alatt 1851-ig fatelep működött, majd Hutt Miklós itt építette fel a nyári színkör épületét. Ekkor került a köznyelvbe a Színház utca elnevezés.
Helyén a mai kétemeletes neobarokk bérházat 1928-ra építtette fel Esztergom vármegye a tisztviselői számára Wälder Gyula tervei alapján. A bérpalota felépítéséről 1926. augusztus 26-án született meg a határozat. 2009-ben kapott műemléki védettséget.
A páros oldalon, az utcaképet meghatározó, műemléki takarékpénztári épületsor 1900-ra készült el Bálint Zoltán és Frommer Lajos budapesti műépítészek tervei alapján. A 2-es szám alatt vendéglők, kávéházak működtek. 1900-ban az emeleti részre költözött az előkelő Széchenyi Kaszinó a főtérről. A 6-os szám alatt a Dal és Zenekedvelők székháza volt, a 10-es szám alatt nyílt meg a Korona Mozgó, a város első mozija. 1948-ban nevét Mártírok útjára változtatták azoknak az emlékére, akik ezen az úton vonultak haláltáborokba.
Az 1956-os forradalom helyi történéseinek fontos színhelye volt a Mártírok útja, amikor október 26-án tömeg a elfoglalt egy tankot. Éppen akkor bontották az utat, így ott jó néhány kockakő félre volt rakva az út szélénél, ezeket tették a lánctalpak közé. Az 1970-es években a páratlan (északi) oldalt – vele a híres Parisi áruházat – teljesen elbontották. A patinás üzletsorok helyére modern, szocialista típusú társasházakat húztak fel. Neve 1990-ben lett ismét Lőrinc utca. A Mária Valéria híd újjáépítése után egyre nagyobb forgalom haladt át az úton keresztül a belváros irányába. A levezetésére 2002-ben megépült a 11 326-os úttal együtt a Szent Erzsébet híd, majd 2007 augusztusától többek között a Lőrinc utca egy rövid szakaszát is egyirányúsították. A városvezetés távlati célja a Lőrinc utca sétálóutcává alakítása. A forgalmirend-változás azonban nagy elégedetlenséget váltott ki városszerte. Pár nap múlva már tüntetést is tartottak, aminek célja az volt, hogy elérjék a forgalmi rend átgondolását, és az utca teljes szakaszának visszaadását az autós forgalomnak mindkét irányba.

## Galéria

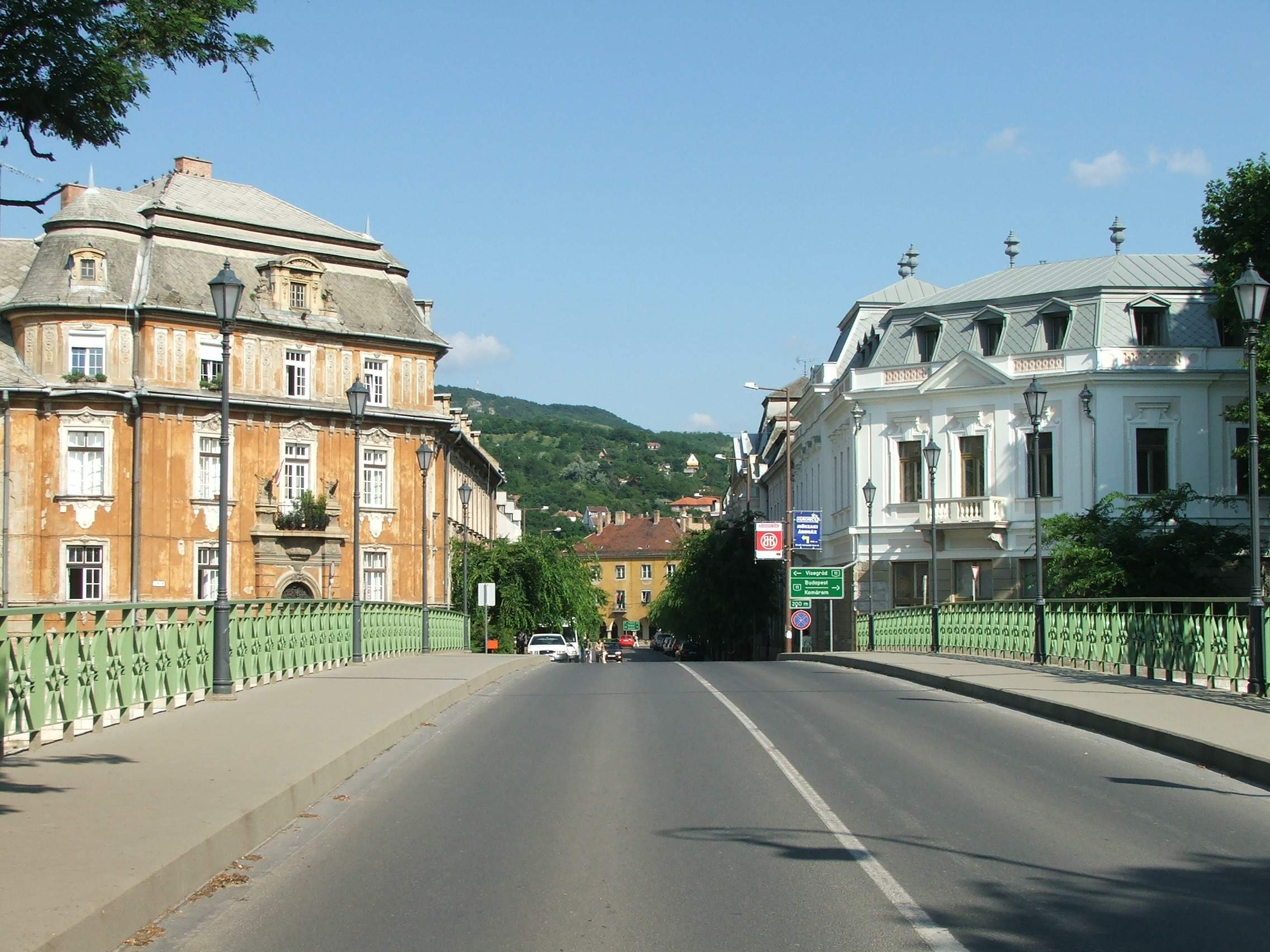
Az utca vége és a Kis-Duna sétány kereszteződése a Bottyán hídról nézve]]
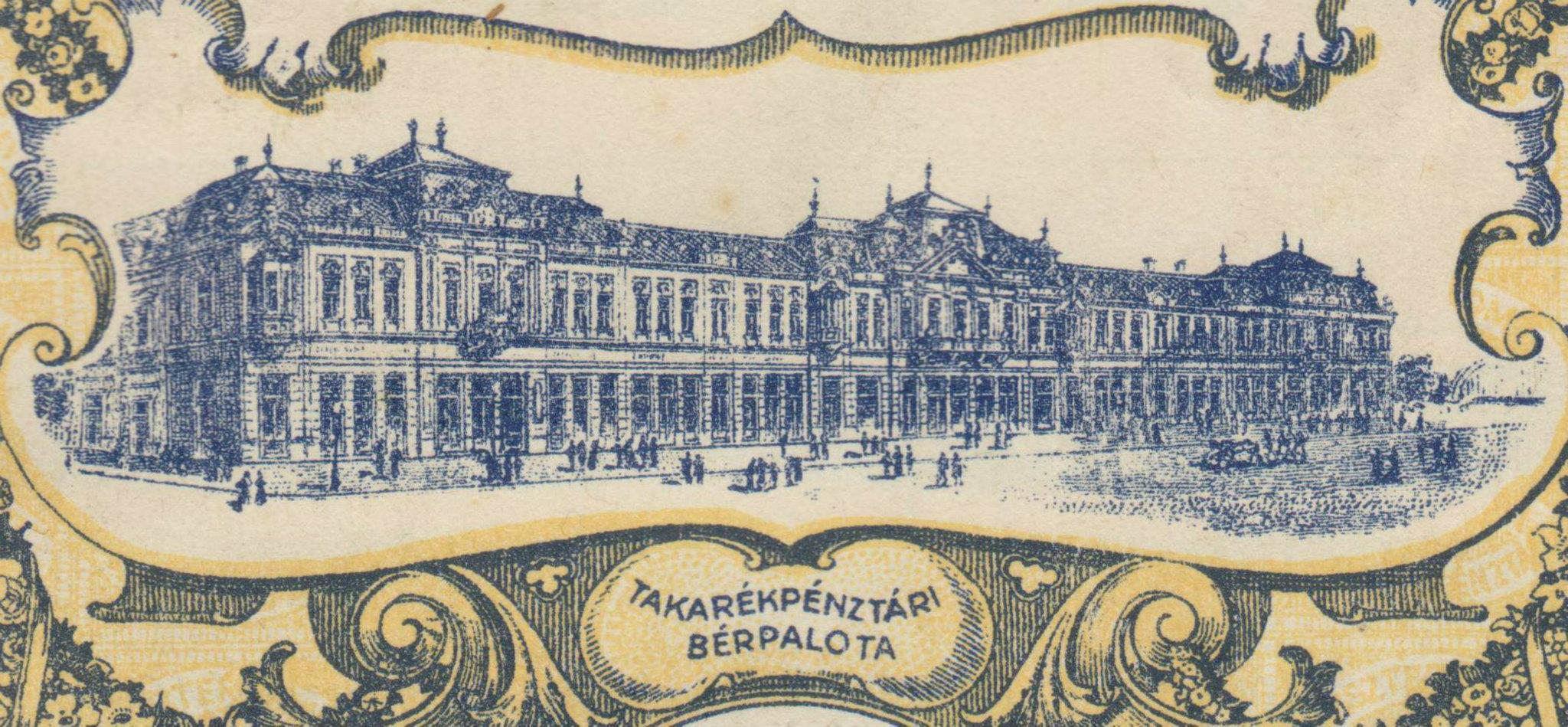
Takarékpénztári Bérpalota